# Faulenzerlinie

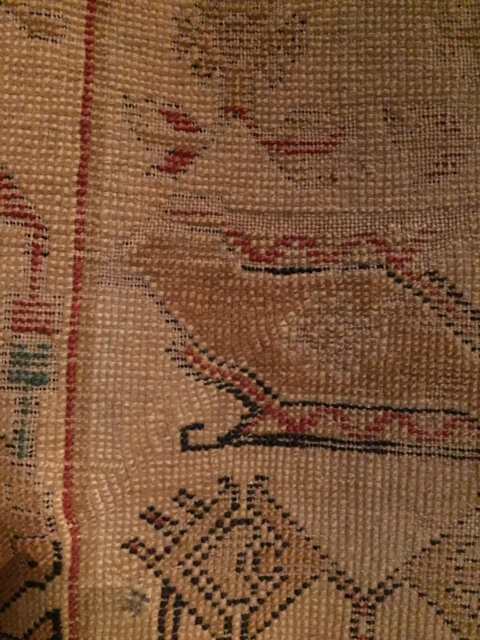
„Faulenzerlinie“ (diagonal von links unten nach rechts oben, über die linke Ecke des schwarzen Haken- und quer durch den Körper des „Vogel“-Ornaments) in einem weißgrundigen Selendi-Teppich, Schäßburger Klosterkirche, Siebenbürgen

Eine Faulenzerlinie oder englisch lazy line ist ein Fachbegriff aus der Weberei, der eine sichtbare diagonale Verbindung in einem textilen Gewebe bezeichnet. Diese entsteht, wenn ein Gewebe nicht kontinuierlich von einem Rand zum anderen gewoben wird, sondern abschnittweise zu unterschiedlichen Zeiten. Um die Abschnitte später zu verbinden, werden einzelne Schussfäden von beiden Richtungen um die gleichen Kettfäden herum- und in entgegengesetzte Richtung zurückgeführt. Die der Reihe nach versetzt aneinander anschließenden Schussfäden lassen eine diagonale Linie entstehen, die bei Knüpfteppichen am besten von der Rückseite zu sehen ist, von vorne jedoch nur, wenn der Flor schon stark abgenutzt ist.
Lazy lines finden sich häufig in antiken Orientteppichen, vor allem in anatolischen Knüpfteppichen dörflicher oder nomadischer Herstellung, aber auch in Webarbeiten der nordamerikanischen Navajo.

## Technische Details
Ein schmaler Teppich kann Reihe für Reihe fertiggestellt werden, indem jeweils eine vollständige Reihe Knoten um die Kettfäden geknüpft wird, und danach ein oder mehrere Schussfäden von Seitenrand zu Seitenrand über die gesamte Breite des Webstuhls eingeschossen werden. Der Schussfaden wird dabei um einen oder mehrere Kettfäden am Seitenrand des Gewebes herum- und wieder zurückgeführt.
Wenn eine einzelne Person an einem sehr breiten Webstuhl arbeitet, kann sie sich entscheiden, zunächst die Abschnitte innerhalb ihrer Reichweite fertigzustellen. Anschließend verändert sie ihre Position und ergänzt die fehlenden Areale. Auf die gleiche Weise können auch mehrere Personen mit unterschiedlicher Geschwindigkeit am gleichen Webstuhl arbeiten. In beiden Fällen verlaufen die Schussfäden nicht über die gesamte Breite des Webstuhls, sondern ähnlich wie bei Flachgeweben und Kelims diskontinuierlich: An der Grenze zweier Areale werden sie um einen Kettfaden herum zurückgeführt. Wird der Schussfaden dabei jeweils um den gleichen Kettfaden geschlungen, entsteht an dieser Stelle ein Schlitz zwischen den beiden Abschnitten. Erfolgt die Schussumkehr jeweils um einige Kettfäden versetzt auf- oder absteigend, entsteht im fertigen Teppichgewebe eine diagonale Linie, die Faulenzerlinie. Auf diese Weise entsteht ein dichtes Gewebe ohne offene Schlitze.

## Verwendung als Gestaltungselement
Bei Teppichen, die noch ihren vollen Flor besitzen, fällt eine Abschnittslinie nicht auf. Werden in einem Abschnitt Schussfäden von gleicher Farbe wie der Teppichflor verwendet, scheint die Grundstruktur des Teppichs nicht so auffällig durch, falls sich der Flor durch Benutzung abwetzt. Die Navajo bedienen sich bei ihren Flachgeweben der lazy line-Technik, um bestimmte Elemente des Musters stärker hervortreten zu lassen.
Da Faulenzerlinien aufwändig zu fälschen sind, gilt ihr Vorkommen als eines der Echtheitsmerkmale eines antiken Knüpfteppichs oder eines Navajo-Flachgewebes.